# Paste
Paste é uma revista estadunidense independente sobre música, entretenimento e política. Foi fundada por Josh Jackson em julho 2002. A revista ganhou inúmeros prêmios, incluindo três nomeações para o prêmio National Magazine Award.

## História
A revista começou como um site em 1998 e foi fundada em 2002, por Josh Jackson, que queria "criar uma revista para pessoas que gostassem de todo tipo de música".. Após o lançamento, Josh Jackson decidiu que a revista iria cobrir filmes e livros.
Em 2010, a revista passou por uma crise financeira, e tentou sobreviver com um método de assinatura pague o quanto quiser, inspirado pelo grupo Radiohead, que permitiu aos fãs escolherem quanto pagariam para o álbum In Rainbows. Apesar do sucesso inicial desse tipo de assinatura, a publicação impressa da revista não conseguiu se manter lucrativa. Em 2010, a publicação passou a funcionar somente na plataforma on-line, ampliando o alcance para todos os tipos de entretenimento, como estilo de vida, cerveja artesanal, viagem e política. Em 2015, as visitações diárias da revista eram em média 5 milhões de pessoas.
Em 2017, Josh Jackson anunciou na plataforma Indiegogo que a revista voltaria a ser impressa, em formato de disco de vinil, que seria lançada trimestralmente.

## Prêmios
A publicação já foi nomeada como Revista do Ano no Plug Awards e Gamma Awards, e ganhou 4 vezes o prêmio National Magazine Award.